# Pietricaggio
 Pietricaggio  là một xã ở tỉnh Haute-Corse trên đảo Corse, Pháp. Xã này có diện tích 5,44 km², dân số năm 1999 là 54 người. Khu vực này có độ cao 635 mét trên mực nước biển.